# 프라우엔-분데스리가
프라우엔-분데스리가(독일어: Frauen-Bundesliga→여자 분데스리가)는 독일의 최상위 여자 축구 리그로 공식적으로 후원사의 명칭을 따서 구글 픽셀 프라우엔-분데스리가(Google Pixel Frauen-Bundesliga)으로 부르고 있다. 독일 축구 연맹(DFB)이 주관하며, 하위 리그로는 2. 프라우엔-분데스리가(2. Frauen-Bundesliga)가 있다.

## 역사
1990년에 독일 축구 연맹(DFB)에 의해 남성 리그인 분데스리가를 모델로 해서 설립되었으며, 14개 팀이 참가한다. 1990-91 시즌부터 1996-97 시즌까지는 남부 디비전, 북부 디비전으로 나누어 진행되었지만 1997-98 시즌부터 단일 디비전으로 진행되고 있다.

## 진행 방식
프라우엔-분데스리가는 홈 앤 어웨이 방식의 리그전으로 진행되며 한 팀당 26경기를 치른다. 프라우엔-분데스리가에서 가장 낮은 성적을 기록한 2개 팀은 2. 프라우엔-분데스리가로 강등되고 2. 프라우엔-분데스리가에서 가장 높은 성적을 기록한 2개 팀은 프라우엔-분데스리가로 승격된다. 프라우엔-분데스리가에서 가장 높은 성적을 기록한 3개 팀은 각각 UEFA 여자 챔피언스리그 본선 리그, 3차 예선, 2차 예선에 직행한다.
리그는 보통 8월말이나 9월초에 시즌이 시작되며 전반기를 12월에 마친다. 이후 한달간의 겨울 휴식기를 가지며 후반기는 2월에 시작하여 5월말이나 6월초에 시즌이 종료된다. 월드컵이 열리는 해에는 월드컵에 맞춰 일정이 조정된다.

## 참가팀

### 승격과 강등팀
| 2024-25 2. 프라우엔-분데스리가에서 승격 | 2024-25 프라우엔-분데스리가에서 강등 |
| --------------------------------------- | ------------------------------------ |
| 우니온 베를린 뉘른베르크 함부르크       | 투르비네 포츠담                      |

### 경기장
| 구단명                    | 연고지       | 홈구장                          | 수용인원 |
| ------------------------- | ------------ | ------------------------------- | -------- |
| 베르더 브레멘             | 브레멘       | 베저슈타디온 플라츠 11          | 5,500    |
| 우니온 베를린             | 베를린       | 프리츠 레슈 슈포르트플라츠      | 6,000    |
| SGS 에센                  | 에센         | 슈타디온 에센                   | 20,650   |
| 아인트라흐트 프랑크푸르트 | 프랑크푸르트 | 슈타디온 암 브렌타노바트        | 5,650    |
| SC 프라이부르크           | 프라이부르크 | 뫼슬레슈타디온                  | 18,000   |
| 함부르크                  | 함부르크     | 폴크스파르크슈타디온            | 57,000   |
| 1899 호펜하임             | 호펜하임     | 디트마르 홉 슈타디온            | 6,350    |
| 1. FC 쾰른                | 쾰른         | 프란츠 크레머 슈타디온          | 5,457    |
| 바이어 레버쿠젠           | 레버쿠젠     | 유겐트라이스퉁스첸트룸 커트코튼 | 1,140    |
| 바이에른 뮌헨             | 뮌헨         | FC 바이에른 캄푸스              | 2,500    |
| 뉘른베르크                | 뉘른베르크   | 막스 모를로크 슈타디온          | 50,000   |
| VfL 볼프스부르크          | 볼프스부르크 | AOK 슈타디온                    | 5,200    |
| 라이프치히                | 라이프치히   | 슈포르탄을라게 곤타르트베크     | 1,300    |
| 카를 차이스 예나          | 예나         | 에른스트 아베 슈포르트펠트      | 10,445   |